# Benjamin Perry
Benjamin "Ben" Perry (Saint Catharines, Ontario, 7 de març de 1994) és un ciclista canadenc, professional des del 2015. Actualment corre a l'equip Israel Cycling Academy.

## Palmarès
- 2014
  -  Campió del Canadà sub-23 en ruta
- 2015
  -  Campió del Canadà sub-23 en ruta
  -  Campió del Canadà en critèrium
  - Vencedor d'una etapa del Tour de Beauce
- 2016
  - Vencedor d'una etapa al Gran Premi ciclista de Saguenay
- 2017
  - Vencedor d'una etapa al Baltic Chain Tour
- 2019
  - Vencedor d'una etapa al Tour de Corea